# Saint-Aubin-des-Coudrais
Saint-Aubin-des-Coudrais là một xã trong tỉnh Sarthe trong vùng Pays-de-la-Loire ở tây bắc nước Pháp. Xã này có diện tích 17,4 km2, dân số năm 2006 là 953 người.